# 聖劍傳說3
《圣剑传说3》是史克威尔（今史克威尔艾尼克斯）开发，并于1995年在超级任天堂平台发行的动作角色扮演游戏。游戏是1993年游戏《圣剑传说2》的续作，为圣剑传说系列的第3部作品。游戏设定于奇幻世界，讲述三名英雄寻求玛那之剑，阻止破坏世界的玛那神兽被释放故事。游戏有3条主线剧情和六名可选主角，各角色皆有自己的故事。游戏还支持双玩家同时游戏。游戏在前作系统的基础上做了一些强化，并加入了昼夜与星期时间系统，同时可供选择的角色职业更为多样，每名角色都独自的技能和状态成长设定。
游戏由系列创作人石井浩一设计，资深史克威尔设计师田中弘道监督，鶴園哲久担任制作人。游戏原画由动漫画师结城信辉绘制，音乐由《圣剑传说2》作曲菊田裕树谱写。本作没有在日本以外发行。游戏获得评论积极的称赞，称赞游戏图形是超级任天堂史上最棒的，游戏系统和前作相比也有改进。媒体对剧情的评价不一：互相关联的故事有趣并增加了重玩价值，但角色和故事本身平淡陈腐。总体而言，游戏被视为超级任天堂的经典，是16位时代最佳角色扮演游戏之一。
此游戏的完全重製版《聖劍傳說3 瑪娜試煉》已于E3 2019公布，并於2020年4月24日在PlayStation 4、任天堂Switch與Microsoft Windows（Steam）平台推出。

## 玩法
《圣剑传说3》的玩法和前作《圣剑传说2》类似。如同16位时代其他诸多角色扮演游戏，玩家采用俯视视角控制三名玩家角色在世界中移动，并与敌对生物战斗。玩家可以控制任何一名角色，其他两名队员则会由电脑控制。和《圣剑传说2》不同，本作同时游玩人数从三人减少到两人。游戏有六名玩家角色，在游戏开始时玩家需要选择三名角色操作；玩家先以其中一人开始游戏，另两名角色会在后期加入游戏，其他三名角色会以非玩家角色（NPC）身份遇到。
每名角色都有一种可用武器，以及专门的魔法。和前作不同，魔法会通过使用升级，威力则由角色魔力值和敌人的元素属性决定。在战斗模式中，角色通过攻击敌人积累“蓄力槽”，当槽充满后就可以发动角色专有的特技。当消灭画面上全部敌人后，玩家就可能获得装有道具的宝箱。角色战斗胜利会获得经验值，经验值每积累到一定程度角色就会升级，力量和回避等能力值会随之提升。三人组可以在城镇中休整，如恢复生命值或是购买回复道具与武器。装备更换、魔法咏唱、状态检查等指令都通过环形菜单完成，呼出的环形菜单会显示在当前操作角色的上方。调出菜单时游戏同时暂停。菜单中有9个道具放置栏位；超出的道具会存放仓库中，战斗期间无法使用。
角色成长由玩家决定——玩家可以在升级时选择能力值分配方式。游戏还有“职业”系统。当角色达到18级时，就可前往游戏世界各处寻找玛那之石，从“光”和“暗”职业中选择一种，不同的职业对角色技能和能力值成长影响不同。当角色到38级时，就可以在原职业的基础上再度选择一次“光”“暗”，唯转职需要职业对应的稀有道具。转职仅为游戏性要素，不会影响剧情。
《圣剑传说3》还有影响游戏性的日历功能。游戏中的一周由不同的元素精灵代表，若魔法元素和值日精灵元素相同，其威力就会略微增强。游戏每日还分为白天和夜晚，分别有光精灵和暗精灵代表。游戏中的星期切换远比现实中的要快，大约几分钟就过去一天。某些事件仅在特定时间发生，比如交易稀有道具的黑市仅在夜间开放。同样某些敌人只会在特定时段出现，或是在晚上睡着。此外角色凯文可以在晚上战斗时变成狼人，攻击力大幅提升。玩家可以在旅店中住宿，直接“跳到”当日晚上或次日早晨。

## 剧情
在很久很久以前，世界封閉於黑暗之中。瑪那女神使用「瑪那之劍」，將８隻災難化身的「神獸」擊倒，並將他們封印在「瑪那之石」，黑暗時代退去，世界被創造出來。
瑪那女神化身為樹，重此長眠，就這樣過了漫長的歲月……
但是，有一群野心份子，企圖解放８顆「瑪那之石」的神獸，以獲得超越神的力量，來統治世界。就這樣紛爭再起，和平宣告結束……
地上的「瑪那之力」開始急速的消失，「瑪那之樹」也開始枯萎……
此時有四個光芒從「瑪那之樹」飛了出來。她們用最快的速度，拼命的飛向遠方的某處求助。但一個接一個漸漸失去光輝而墜落。最後，只剩下最後一個，墜落到聖都─溫帝爾（ウェンデル）附近……
原本不相認識的6主角與精靈菲亞莉命中注定的相遇，彷彿互相吸引般，帶著各自的願望展開一連串的宿命與拯救世界……

### 設定
故事發生於一個虛構的世界，這裡以有窮而非實體的瑪那為能源。在過去瑪那女神通過鍛造瑪那之劍，擊敗八個「瑪那神獸」並將其封印在八個瑪那之石，創造了遊戲世界，然後將自己變成瑪那之樹陷入沉睡。遊戲在一個瑪那開始消退，和平結束的時代開始——几个人谋划解开神兽的封印获得强大力量、政治和魔法。游戏并非《圣剑传说2》的后传；系列创作人石井浩一称，玛那游戏并不发生在完全相同的世界，不同游戏间共通角色和元素最好的解释为互相平行；较之于故事层面的联系，各作品间的联系只有业力层面。然而2007年的《瑪娜英雄》是《圣剑传说3》的直系续作，设定于故事发生前的19年。

### 角色
角色（及对应的独立故事）分为三组。迪朗和安洁拉对龙帝，鹰眼和莉絲对黑暗贵公子，凯文和夏绿蒂对假面道士。主线故事由所选第一名主角而定。
声优均为在《圣剑传说3 玛娜试炼》中进行配音的声优。
安潔拉（Angela，聲：大久保瑠美）
女性，19歲，身高165cm，體重48kg。
魔法王国阿尔提納（アルテナ）的公主，阿爾提納的歷代女王都為魔法師並利用當地的水之瑪那石的魔力讓當地居民能在寒冬生存，然而這樣的生活卻在瑪那之力的衰退下產生了變動……安潔拉的母親理女王——法爾妲（ヴァルダ）為了維持氣候跟最近竄紅的紅蓮魔導師(在聖劍傳說Echoes of Mana為弗蘭瑪)決定打開聖域取得聖劍。為了打開聖域需要散在各國的瑪那之石的力量，對外宣布侵略他国夺取玛那之石，然而解放瑪那之石力量需要施術者的性命，紅蓮魔導師與理女王決定用不會使用魔法的安潔拉當媒介……沒有爸爸的安潔拉從小沒有母親的疼愛連個擁抱或責罵都沒有，總以女王的身份對待她，讓她還是小孩的她備感寂寞，儘管理解自己的母親是為了責任，但長年來的寂寞讓她只能偷偷哭泣，終於渴望母愛的她再也受不了，為了得到母親的關注時常做出讓人受不了的惡作劇及叛逆的行為，如今的安潔拉長的相貌亭亭、擁有母親的美貌，即使如此身為公主的她卻沒辦法使用魔法而苦惱著，然而母親對她所做的決定令她傷心欲絕，受到打擊昏倒的她醒來後發現自身於城外，無依無靠、毫無目標的她最後聽了占卜師的話，抱著一絲希望前往聖都溫蒂爾尋求光祭司的幫助。
生父為理查（リチャード），然而在故事最後兩人沒相認，安潔拉對理查是她父親這件事也毫不知情。有杜蘭在隊上的話，冒險途中會有吵架鬥嘴的劇情出現，對杜蘭有好感。個性熱情大膽、外放，任性并且容易與人衝突（尤其是杜蘭）。
迪朗／杜蘭（Duran，聲：江口拓也、吉冈茉祐（童年））
男性，17歲，身高175cm，體重70kg。
草原王国弗尔塞那（フォルセナ）的佣兵，以为英雄王理查（リチャード）效力而自豪。在父亲黃金騎士洛基（ロキ）与龙帝战斗失踪，母亲西蒙娜（シモーヌ）得知消息後也因重病去世，阿姨斯特拉（ステラ）将迪兰和他的妹妹温蒂（ウェンディ）抚养長大。一日迪兰在城堡巡夜时，红莲魔导師(在聖劍傳說Echoes of Mana為弗蘭瑪)袭击了城堡，并打敗無法反擊的迪朗。康复后失去信心的迪朗在酒吧被妹妹溫蒂臭罵一頓迷惘的走出酒吧，在看到占卜館的廣告「什麼煩惱都可以占卜」決心試一試，熱血激昂的杜蘭跳上桌問老闆變強的方法，老闆告訴他聖都溫蒂爾的光祭司那有轉職的方法並把愣住的杜蘭打下桌，重新思考後的杜蘭收拾行李告別英雄王及阿姨斯特拉離開了佛爾塞那，並暗暗发誓打倒紅蓮魔導成为世界最强的战士，在未達成之前絕不回家。
隊上有安潔拉會觸發吵架的劇情。個性相當的不服輸及強悍，對身為黃金騎士的父親引以為傲，非常尊敬身為父親好友的英雄王，但卻是個很直的劍士笨蛋。
鹰眼／霍克艾（Hawkeye，聲：小野友樹）
男性，17歲，身高178cm。體重68kg。
砂之要塞那納巴魯（ナバール）一个劫富济贫盗贼团的成员。某天首领弗雷姆康（フレイムコン）一反往常的宣布成立納巴魯王国。鹰眼对此感到震惊，回到房間後卻把前來關心的首領小女兒杰西卡（ジェシカ）氣走，漫步在要塞內的霍克艾，聽到首領的兒子伊格爾（イーグル有老鷹的意思）在找他，下定決心去找伊格爾讨论此事。討論後鹰眼和伊格爾决定找弗雷姆康确认，结果发现弗雷姆康被伊莎贝拉（イザベラ）迷昏倒在床上，而伊莎貝拉正與魔族的邪眼伯爵談話。兩人決定衝進去抓住他們時，邪眼伯爵卻馬上消失不見，伊莎贝拉（后来表明叫“美兽”）則将伊格爾迷惑住並讓他們自相殘殺，霍克艾無可奈何的抵擋攻擊，最後美獸給予伊格爾最後一擊并嫁祸給霍克艾，始終否認殺了伊格爾的霍克艾被逮後，美獸在地牢警告過霍克艾說出真相潔西卡會性命不保後離開，而相信他不會做這種事的潔西卡去地牢找霍克艾問清楚，但因為美獸給潔西卡的死亡項鍊讓霍克艾苦口難言，看到閉口不談的霍克艾潔西卡失望地離開，不甘心莫名含冤的霍克艾氣憤地敲打的欄杆，在此時牆後一陣怪聲然後爆炸，原來是一直相信大哥（霍克艾）的尼基塔（ニキータ）前來搭救霍克艾，逃離了監牢來到尼基塔的小店後，尼基塔表示死亡項鍊一旦裝上去就拆不下來，施術者（美獸）死亡，被施術的（潔西卡）也會死亡，只能尋求聖都的光祭司協助，霍克艾下定決心要為伊格爾報仇、洗刷冤屈及解除潔西卡身上的詛咒而踏上逃亡的旅途。
在本作的角色中最悲劇的一人，也是裡面幸運度最高的，與莉絲互相抱有好感。個性風趣、浪漫，讓人摸不清的美男子，時常搭訕女性但對兄弟十分重情重義，在所有男角中人氣最高的，由於留著一條長髮馬尾外加遊戲上看不清性別的關係被不少人誤為女性。年紀與瑪那英雄裡的設定有所出入，在瑪那英雄內以嬰兒的身份被提及，故原應該為19歲。身世其實為弗雷姆康的孫子，母親法爾康（ファルコン）與父親桑德亞洛（サンドアロー）死亡後被爺爺弗雷姆康帶回照顧。
莉絲（Riesz，聲：小松未可子）
女性，16歲，身高167cm，体重54kg。
攻不落之國的风之王国罗兰特（ローラント）的公主，也是亚马逊女战士軍團的團長。被譽為美貌似瑪那女神的莉絲領著小隊在山上巡邏，巧遇最近頻繁出現的魔物並在擊倒後聽到了風的哭聲。回城後發現弟弟艾略特（エリオット）沒在約定的時間來練武，以為弟弟偷懶的莉絲生氣的開始尋找他的下落，自從母亲米奈娃（ミネルバ）产下弟弟艾略特過世後，莉斯下定決心要代替母親好好照顧從未體會母愛的弟弟，然而两名来自拿巴尔的神秘忍者利用這件事诱骗艾略特解开罗兰多风之屏障後能見到母親，被囑咐過不能解除屏障的艾略特正猶豫不決時，四周傳來莉絲的呼喊聲，眼看沒時間忍者搶走艾略特手上的鑰匙並停下屏障，趕到現場的莉絲已經無法阻止納巴魯的侵略並決定與眼前的忍者打起來，卻被忍者的話語點醒著急地趕去救看不見的父親喬斯塔（ジョスター），不料原本想跟上姊姊腳步的艾略特卻因害怕而跌倒反被忍者绑架。失去了风的保护，罗兰特被拿巴尔用催眠花粉削弱戰力，再加上因為原本的優勢而疏於防備，使得羅蘭特四處成了戰火死傷慘重，一路廝殺的莉絲好不容易趕到父王身邊但無事無補了，身重重傷的父親留下遺言後也離開人世。在羅蘭特的某處美獸在高傲的笑聲及無盡的烈火中滿足的領著納巴魯離去並佔領羅蘭特，而羅蘭特裡的人幾乎被殺光……絕望的莉斯精疲力盡的慢慢從从罗兰特走了出來，經過城門吊橋時吹起已經拯救不了國家的風也吹起停留在眼眶的眼淚，國滅、失去父親、弟弟被俘、失去依靠的莉絲想起父親生前的話：｢如果有煩惱可以找光祭司商量」，解開髮帶任風吹散自己頭髮的莉絲在重新振作後，綁起頭髮含淚告別了亡國踏上孤單的旅途。個性成熟、溫柔、堅強。
凯文/凱恩（Kevin，聲：逢坂良太）
男性，15歲，身高170cm，体重73kg。
野兽王国拙于言辞的王子。他是兽人国王加爾薩和人类母亲的混血儿。兽王痛恨“正常”人类对待他子民的方式，渴望复仇的他与出现神秘的死神合作。兽王以杀死凯文最亲密朋友（小狼卡爾）的方式，激发了他体内的潜在能力。在凯文从兽王中得知此事，以及进攻人类圣都温德尔的计划后，他离开王国并发誓复仇。
夏绿蒂/夏洛特（Charlotte，聲：諸星堇）
女性，15歲，身高132cm，體重30kg。
圣都光之祭司的孙女。他是祭司勒鲁瓦与精灵莎依拉的混血，因為有精靈血統所以生長較為遲緩。父母早亡，由年轻的男祭司西斯照顾。光之祭司在感受到附近加德的邪恶影响后，派西斯前去调查；夏绿蒂无意中听到内容，追随并看到死神带走了西斯。他决定为救出西斯展开旅行。

### 故事
故事的开始因所选玩家角色而异。除夏绿蒂外的主角都前往圣都温蒂尔寻求帮助。他到达不久前被兽人占据封锁的加德城，并趁兽人在夜晚化为狼形逃了出城。他遇到夏绿蒂后（如果选夏绿蒂为主角就跳过前面的情节）来到阿斯托里亚，夜晚他被闪光惊醒。主角顺着光发现了自称来自玛那圣域，因力量耗尽落到这里的精灵菲娅莉。她附身主角，并告诉他前去温蒂尔。主角在温蒂尔向光之祭司诉苦，菲娅莉打断并说明玛那之树即将死去，圣域也陷入危险。祭司表示如果玛那之树死亡，玛那神兽就会苏醒并破坏世界。因为菲娅莉选择附身主角，所以他必须前往圣域，从玛那之树脚下拔出玛那之剑恢复世界和平，如果能在树死亡前完成，玛那女神就会实现他的愿望。然而菲娅莉没有开启通往圣域的入口所需的巨大力量以及同时解开玛那之石封印所需古代魔法会需要以使用者的生命为媒介。不过若将所有石之守护元素精灵的力量结合也可以完成这点。
在走遍世界获得精灵，遇见另两名队伍成员，挫败拿巴魯和阿尔提娜的入侵企图，获得火与水玛那之石的力量并得知暗之玛那之石失踪后，主角尝试借助精灵开启通往玛那圣域的大门。第一次尝试失败，但第二次尝试成功了；菲娅莉明白打开是因为有人释放了全部玛那之石的力量。他们进入玛那圣域，主角获得了玛那之剑；然而这很快被主角的宿敌发现（安洁拉和杜兰的是红莲魔導和黑耀骑士，莉斯和霍克艾的是邪眼的伯爵与美兽，凯文和夏绿蒂的是死神与堕落的圣者）；在与敌人激烈的战斗中，主角宿敌获胜，并为获得玛那之剑绑架了菲娅莉。敌人在获得剑后破壞聖劍，使玛那之石破坏並釋放神兽。
主角一行必须在击败神兽毁灭世界前击败他们。然而他们在胜利后发觉杀掉神兽会使最终敌人（龙帝、黑暗贵公子和假面道士）获得更多力量。已经变强最终敌人的为成为神，吸收了玛那之剑和玛那神兽的力量。所幸玛那女神依然封锁了敌方部分的力量。在击败最终敌人的手下后，一行继续消灭了最终敌人。然而主角们没能阻止玛那之树毁灭，玛那从世界的消失。最后菲娅莉与残留的玛那之树融合，将在千年后成为新的玛那女神，但玛那在那之前不再出现。在游戏的片尾，主角们回到了自己的家乡。

## 开发

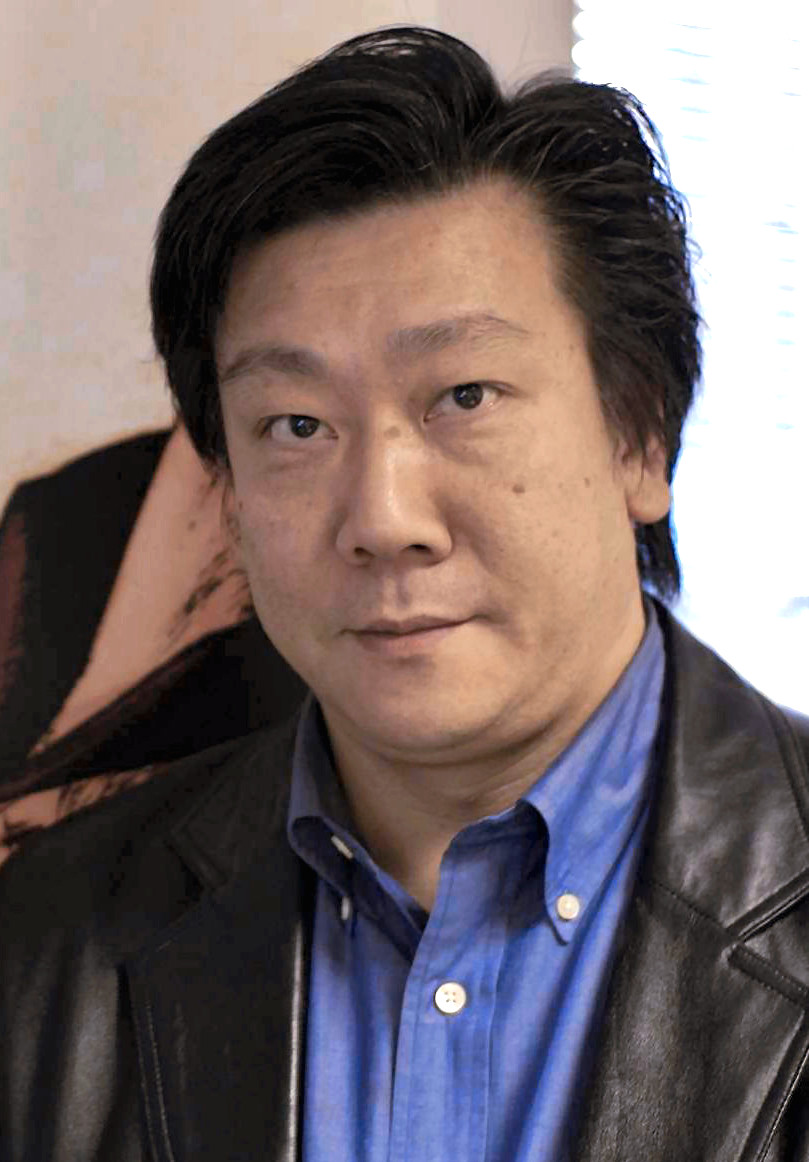
田中弘道，游戏制作人

《圣剑传说3》由系列创作者石井浩一设计，田中弘道监督，鹤园哲久担任制作人。田中曾参与头三部最终幻想作品的设计。动漫画师结城信辉负责绘制石井本人设计的角色插图。结城的游戏原画可在《结城信辉圣剑传说插画书》中找到。
在《圣剑传说3》开发及1995年9月30日日版发行后，游戏在西方被称作“Secret of Mana 2”，其中Secret of Mana是《圣剑传说2》的美版名。史克威尔在1995年的一期北美报纸中称，他们计划在下半年发行游戏。然而游戏最终没有在日本外推出。《Retro Gamer》在2011年称，北美或欧洲本地化“将耗资巨大”，PlayStation和世嘉土星主机的崛起削减了为超级任天堂投入这么多所带来的利润。《任天堂力量》在日版《圣剑传说3》发售数月后称，因技术性以及当时过高的制作成本，游戏在北美发售的可能性渺茫。史克威尔《艾薇莫的秘密》主程序Brian Fehdrau进一步支持此观点，他称《圣剑传说3》存在一些软件缺陷，不做大量工作将难以通过北美任天堂认证。
电子游戏还好者间存在一种常见的误解，认为《艾薇莫的秘密》是英文版《圣剑传说3》的替代品。《艾薇莫的秘密》由史克威尔在华盛顿雷蒙德的新设团队Square Soft开发的。Fehdrau称游戏和任何《圣剑传说3》翻译参与者都无关；雷蒙德团队只被专聘开发《艾薇莫》。

### 音乐

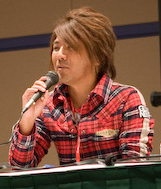
菊田裕树，游戏原声作曲

《圣剑传说3》的配乐由菊田裕树谱曲，前作《圣剑传说2》则是它的首部配乐的电子游戏。菊田亲自负责音效选择、剪辑、效果设计和数据编码工作。如同在前作中的音乐创作方式，他交替进行谱曲和剪辑工作，以创造身临其境的三维音效。依然如同前作，和当时多数电子游戏作曲家使用预制MIDI样本不同，他自制满足超级任天堂硬件机能的样本，以便真实了解曲目在系统硬件上的效果，无需担心原MIDI样本和主机音效不同。RPGFan的Freddie W.称原声音乐“轻快、有活力、流畅、清晰”，并提到音乐钢琴和鼓的应用。他还称其较之于《圣剑传说2》原声“更精致成熟”。
《圣剑传说3》的音乐收录于《圣剑传说3原声版》中。这张原声专辑由NTT出版于1995年8月25日发行，目录号为PSCN-5026~8；2004年10月1日由史克威尔艾尼克斯再版，目录号为NTCP-5026~8。专辑包含3碟，共60首曲目。《圣剑传说3》使用了《圣剑传说2》的主题曲《Where Angels Fear to Tread》。游戏除了原声专辑外，还有收录《圣剑传说2》和《圣剑传说3》音乐编曲的《圣剑传说2 Secret of Mana》。专辑仅有49分28秒长的《Secret of Mana》一曲。该组曲包含《圣剑传说2》和当时处于开发的《圣剑传说3》的部分曲目。RPGFan的Daniel Kalabakov称这是张“实验性”专辑，使用了瀑布声、鸟鸣、手机声和“打字”声等“怪声”。Square Enix Music Online的克里斯·格林宁称专辑涵盖多种乐风，如“德彪西印象派风格、他自己的重电子与合成器概念，乃至流行乐概念”。此专辑由NTT出版和史克威尔于1993年10月29日发行，目录号N30D-021，NTT出版于1995年8月25日和2004年10月1日两度再版，目录号分别是PSCN-5031和NTCP-5031。
东京交响乐团在1996年第五场管弦游戏音乐会上演奏了《Meridian Child》。在向伊藤贤治和菊田裕树致敬的“游戏音乐实验室”音乐会系列中，杰出交响乐团在2011年2月6日东京的那场上再度演奏了《Meridian Child》。在圣剑传说系列乐谱丛书之《圣剑传说精选钢琴独奏乐谱》的第一版中，收录了《圣剑传说3》的音乐，音乐由Asako Niwa为初中阶钢琴独奏重编，但尽力保持贴近与原版音效。

## 评价
| 媒体          | 得分   |
| ------------- | ------ |
| 1UP.com       | B–     |
| GameFan       | 95/100 |
| Nintendo Life | 9/10   |
| Fami通        | 31/40  |
| RPGamer       | 8/10   |
| Cubed³        | 9/10   |
| RPGFan        | 90%    |

SFC版《圣剑传说3》在《Fami通》上仅获得31分，未进入金殿堂。
游戏没有在日本以外发行。西方多数评论都在游戏首发几年后发布。《GameFan》在1995年发售同期就评测并给出高度评价。2000年后的回顾评论给予游戏高度评价。游戏的图形获得称赞；1UP.com的评论称游戏“绝对华丽”，并将优势归为2D超级任天堂末期，开发者开始尝试预渲染3D图形前的游戏。RPGamer的克里斯·帕森斯持相同观点，称图形“杰出”，能比肩PlayStation角色扮演游戏的某些效果；Cubed3的亚当·莱利表示赞同。RPGFan的评论称游戏画面是继《星之海洋》和《幻想传说》之后最棒的；NintendoLife的科尔比·迪拉德也称游戏画面是超级任天堂最棒的之一；最值得一提的是游戏各场景空前的视觉风格。游戏音乐也获得普遍称赞；迪拉德成“从头到尾都很出色”，莱利成其为“超级任天堂史上最赏心悦目的声音之一”，帕森斯则称“音乐作品中高完成度的杰作”。然而PRGFan持不同观点，认为音乐谱曲令人满意，但没有足够情感投入。
游戏玩法获得大多数专业评论者高度评价。RPGFan的评论表示“《圣剑传说3》是他有史以来玩过的最好的游戏之一”，称游戏是和前作相比难度提升，转职系统也值得一提。Dillard认为游戏的系统和《圣剑传说2》的一样好，同时“战略感更强”。1UP.com和Cubed3的评论称时间系统是有趣的扩展，同时1UP.com的评论认为战斗系统不再像《圣剑传说2》那样“相当麻烦”。一些评论称环状菜单系统存在瑕疵。帕森斯认为“角色正在动作时无法呼出菜单,致使头目战忙乱”；RPGFan的评论表示槽数无法容下可能获得道具的环状系统“设计糟糕”。剧情所获评价褒贬不一；部分评论称赞系统可以选择不同主角提升了可玩性，但莱利认为这使得剧情“相当困惑”。帕森斯称和未选择角色的互动因没有解释动机经常留下剧情漏洞。RPGFan的评论称各独立故事有趣、步调不错，但陈腐；1UP.com持相同观点，称使用老调乏味角色的故事“不很迷人”。
总体而言，游戏被许多评论视为超级任天堂的经典。迪拉德称其“无疑是问世于16位时代的最佳RPG之一”，1UP.com也称如果游戏有官方英文翻译“非常可能成为（玩家）怀念的经典”，RPGFan的评论认为它依然如此。游戏在1999年至2001年间登上GameFAQs百大游戏榜单。